# Marie-Alix de Saxe
La princesse Marie-Alix de Saxe (en allemand, Maria Alix Luitpolda Anna Henriette Germana Agnes Damiana Michaela Prinzessin von Sachsen), née le 27 septembre 1901 à la Villa Wachwitz, près de Dresde, et morte le 11 décembre 1990 à Dresde , troisième fille du roi Frédéric-Auguste III de Saxe et de Louise-Antoinette de Habsbourg-Toscane, est un membre de la Maison de Wettin, devenue princesse de Hohenzollern par mariage.

## Biographie et descendance
L'enfance de Marie-Alix est marquée par le divorce retentissant de ses parents prononcé à Dresde le 11 février 1903. Elle est élevée par son père avec ses frères et sœurs à la cour de Dresde.
Marie-Alix de Saxe se marie le 25 mai 1921 à Sibyllenortavec François-Joseph de Hohenzollern-Emden (1891-1964).
De ce mariage sont nés quatre enfants :
- Karl Anton (1922-1993) qui épouse en 1951 Alexandra Afif (1919-1996), sans postérité.
- Meinrad (1925-2009), marié en 1971 avec Edina, baronne von Kap-Herr, née en 1938 avec qui il a une fille : 
  - Stéphanie-Antoinette, née en 1974 et mariée en 1999 avec Sebastian Exner, né en 1977.
- Maria Margarete (1928-2006) qui épouse en 1965 Charles-Grégoire de Mecklembourg (1933 - 2018), sans postérité.
- Emanuel Joseph (1929-1999), marié en 1968 avec Katharina Feodora, princesse de Saxe-Weimar-Eisenach, née en 1943 (divorcés en 1985) avec qui il a deux enfants : 
  - Eugenia, née en 1969, mariée en 1991 avec Alexander Sautter ;
  - Carl Alexander, né en 1970, marié à trois reprises : en 1991 (divorce en 1997) avec Angela Stölzle (née en 1942), en 2002 (mariage annulé six semaines plus tard) avec Azlet Temurowski et en 2012 avec Corinna Lello da Costa (née en 1990).

## Phaléristique
- Dame de l'ordre de Sidonie (Royaume de Saxe).